# Great Mongeham
Great Mongeham is een civil parish in het bestuurlijke gebied Dover, in het Engelse graafschap Kent met 762 inwoners.